# Jacques Barzun
Jacques Barzun (født 30. november 1907, død 25. oktober 2012) var en amerikansk ide- og kulturhistoriker, der var en førende figur inden for litteratur, den pædagogiske videnskab og kulturhistorie.